# Турнер (Салерно)
Турнер је насеље у Италији у округу Салерно, региону Кампанија.
Према процени из 2011. у насељу је живело 53 становника. Насеље се налази на надморској висини од 149 м.